# Pokłon pasterzy (obraz Giorgionego)
Pokłon pasterzy – obraz olejny autorstwa Giorgiona, powstały w latach 1505–1510, znajdujący się w National Gallery of Art w Waszyngtonie.
Tematem obrazu jest motyw narodzenia Chrystusa opisany m.in. w Ewangelii św. Łukasza (2: 15-21). Według tej Ewangelii nowo narodzone dzieciątko zostało złożone w żłobie; większość artystów najczęściej umiejscawiała tę scenę w ubogiej stajence. Ten sam motyw opisany został również w Protoewangelii Jakuba i Pseudoewangelii Mateusza. Apokryficzny tekst Mateusza wspomina, iż Jezus narodził się w jaskini. Giorgione zobrazował właśnie tę interpretację.

## Opis obrazu i interpretacja
Kompozycję obrazu można podzielić na dwie części. Po prawej stronie znajduje się mroczna jaskinia ze słabo widocznymi sylwetkami osła i wołu. Zwierzęta są symbolem starego porządku, odnowionego przyjściem Chrystusa. U wylotu pieczary widoczne są główki aniołów, od których bije blask. Przedstawienie ich w takiej formie nawiązywało do chórów anielskich, nie zaburzając jednak idyllicznej atmosfery dzieła. Przed jaskinią, skupione w medytacji, klęczą cztery postacie: dwaj pasterze oraz Maria i Józef. Pasterze wyglądają jak pielgrzymi, nie mają przy sobie instrumentów, nie przyprowadzili swojej trzody, składają jedynie pełen szacunku i pokory pokłon. Złota szata Józefa wskazuje na królewskie pochodzenie z rodu Dawida. Wszystkie postacie wpatrzone są w narodzone Dzieciątko, które – choć nie stanowi centrum kompozycji – jest jej głównym elementem.  
Po lewej stronie widoczny jest krajobraz z wijącą się rzeką i ścieżką, ujęty w typowy sposób dla Giorgiona: dwa drzewa stanowią bramę do krajobrazu, a rozsunięcie ich odsłania widok na drugi plan. Scena rozgrywa się nie jak każe tradycja – w nocy, lecz w dzień. Giorgione nawiązuje w ten sposób do łaski, jaka dzięki narodzinom Jezusa spada na cały świat. Widoczna rzeka nawiązuje do symboliki wody w Starym i Nowym Testamencie, tak samo jak równa ścieżka symbolizuje drogę chrześcijanina przez świat. Po lewej stronie u dołu (obok pnia drzewa) widoczny jest kwitnący krzew laurowy, symbol triumfu, radości i zmartwychwstania.        
W 1510 roku Giorgione stworzył bardzo podobną wersję tego obrazu, która obecnie przechowywana jest w wiedeńskim Kunsthistorisches Museum.

## Autorstwo
Przez wiele lat obraz był przypisywany uczniowi Giorgiona – Tycjanowi lub jego przyjacielowi Belliniemu. Ostatecznie dzięki ocenie stylu rozpoznano w Pokłonie pasterzy wczesne dzieło Giorgiona z widocznymi wpływami prac Belliniego. Opinie takie wyrażali m.in. tacy historycy sztuki jak Ludwig Justi, Antonio Morassi, Paola della Pergola czy Roberto Longhi.